# Форт (река, Тасмания)
Форт (англ. Forth River) — река в северо-западной части Тасмании (Австралия).

## География

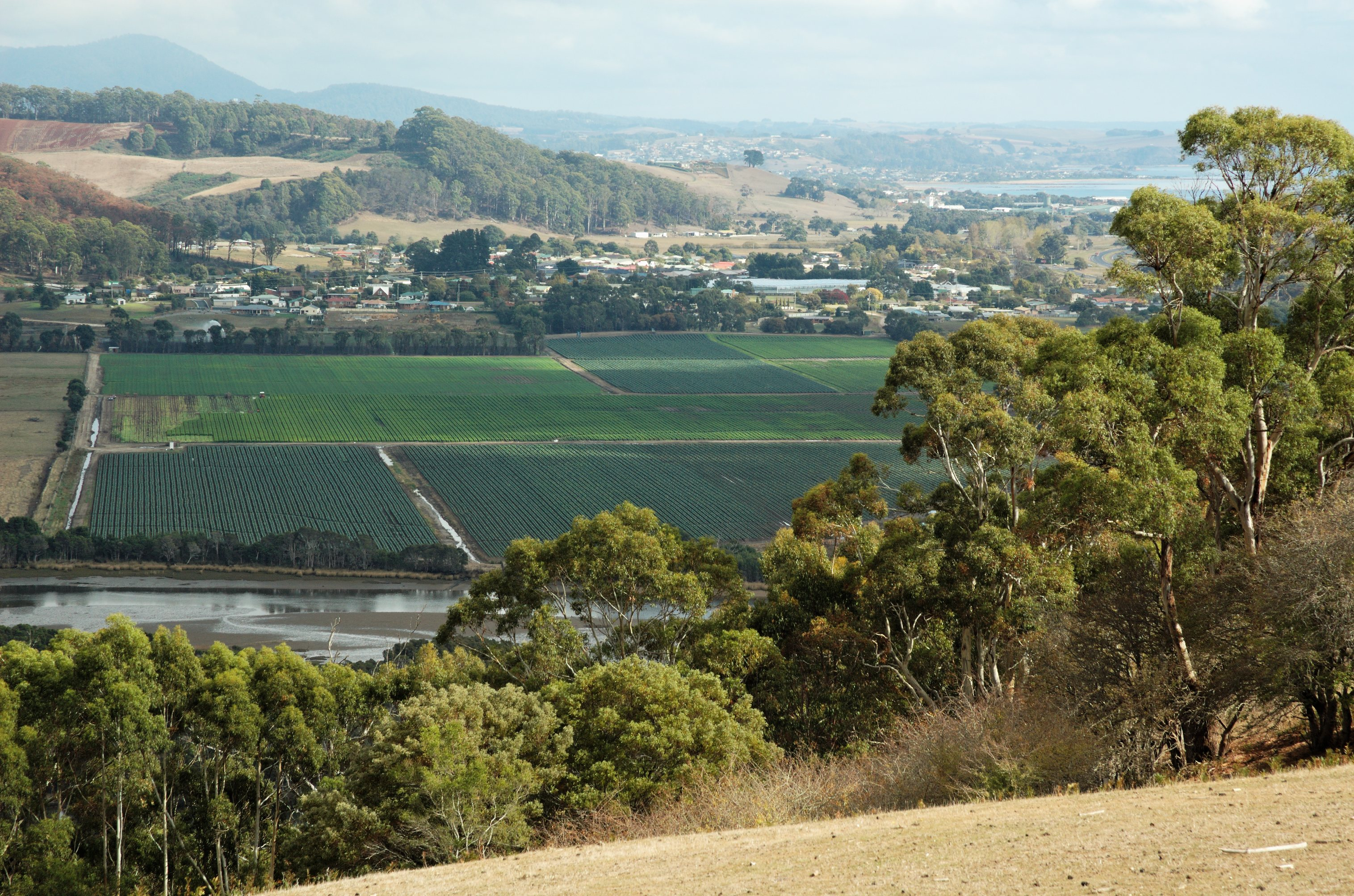
Долина реки Форт и дома Тернерс-Бич

Река Форт берёт своё начало на южном склоне горы Пелион-Уэст, на высоте около 1130 м над уровнем моря. Исток реки находится в национальном парке Крейдл-Маунтин — Лейк-Сент-Клэр (англ. Cradle Mountain-Lake St Clair National Park), который является частью территории, называемой «Дикая природа Тасмании» (англ. Tasmanian Wilderness) и являющейся объектом Всемирного наследия ЮНЕСКО.
Далее река Форт течёт преимущественно в северном направлении и впадает в Бассов пролив в нескольких километрах восточнее города Алверстон. У места впадения реки в Бассов пролив на западном берегу реки находится небольшой городок Тернерс-Бич (Turners Beach), а на восточном берегу — деревня Лейт (Leith). Примерно в 3 км выше по течению находится посёлок Форт (Forth).
Основными притоками реки Форт являются реки Хэнсонс (Hansons River), Дов (Dove River) и Уилмот (Wilmot River). Площадь бассейна реки Форт составляет 1126 км².
На реке Форт есть несколько плотин и гидроэлектростанций, которые соединены в общую с рекой Мерси гидротехническую схему Mersey—Forth. На высоте 221 м находится искусственное озеро (водохранилище) Ситана (Lake Cethana), образованное в результате запруживания реки Форт плотиной и гидроэлектростанцией Ситана (Cethana Power Station), построенной в 1971 году. Ниже, на высоте 122 м, находится искусственное озеро (водохранилище) Баррингтон (Lake Barrington), запруженное плотиной и гидроэлектростанцией Девилс-Гейт (Devils Gate Power Station), построенной в 1969 году. Ещё ниже, на высоте 53 м, находится искусственное озеро (водохранилище) Палуна (Lake Paloona), которое запружено плотиной и гидроэлектростанцией Палуна (Paloona Power Station), построенной в 1972 году.

## История
В середине XIX века река Форт использовалась для транспортировки древесины и других товаров, но затем основной порт переместился в устье соседней реки Мерси, где сейчас находится Девонпорт. Городок Форт, ранее известный под названием Гамильтон-на-Форте (Hamilton-on-Forth), был основан ранее Девонпорта.